# Mont des Manchots
Le mont des Manchots est un volcan de France situé dans les Terres australes et antarctiques françaises. Il est le point culminant de l'île des Pingouins, dans l'archipel Crozet avec ses 340 mètres d'altitude.